# 阪神高速2号淀川左岸線

阪神地域におけるルート図。赤線が阪神高速。

阪神高速2号淀川左岸線（はんしんこうそく2ごうよどがわさがんせん、Route 2 Yodogawa-Sagan Line）は、大阪府大阪市此花区の阪神高速5号湾岸線 北港ジャンクション (JCT) から大阪府門真市三ツ島の門真JCTへ至る阪神高速道路の路線である。海老江JCT以東は建設中である。

## 概要
従前からの大阪の阪神高速道路のネットワークは、1号環状線を中心として各路線が放射状に延び、それらの路線を行き来するには一度1号環状線を経由しなければいけなかった。こうした大阪中心部を経由する必要がない車までもが都心部に流入するため、慢性的な渋滞を引き起こしていた。この問題を解決するため、2001年に「都市再生プロジェクト」が策定され、「大阪都市再生環状道路」の整備が決定された。第二環状線はこの計画に移行した形である。
淀川左岸線は、大阪都市再生環状道路の1つとして大阪都心部の慢性的な交通混雑の緩和に寄与する道路となっている。

### 路線名
- 大阪市道高速道路淀川左岸線 （北港JCT - 豊崎出入口）
- 一般国道1号（淀川左岸線延伸部） （豊崎出入口 - 門真JCT）このうち、鶴見緑地公園付近から門真までは合併施行方式で阪神高速ではなく、NEXCO西日本の事業で全国路線網である[1]

## 歴史
- 1994年（平成6年）4月28日：北港JCT - 島屋出入口間開通。
- 2001年（平成13年）2月26日：ユニバーサルシティ出口開通。3月30日 島屋東入口開通。
- 2011年（平成23年）9月29日：工事中に正蓮寺川の水がトンネル内に流れ込む事故が発生[2][3]。12月1日 島屋東入口廃止。
- 2013年（平成25年）2月21日：島屋出入口 - 海老江JCT間開通日時及びランプ名称が発表（北港東→淀川左岸舞洲、正蓮寺川と大開は予定変更なし）[4]。5月25日 島屋出入口 - 海老江JCT間開通[5]。
- 2016年（平成28年）11月：淀川左岸線延伸部の都市計画が決定[6]。
- 2017年（平成29年）4月：淀川左岸線延伸部が事業化[7]。
- 2025年（令和7年）4月 - 10月：大阪・関西万博の入場者輸送のため、事業中の海老江JCT - 豊崎出入口間を新大阪駅などと会場を結ぶシャトルバスの専用道路として暫定利用[8]。

### 予定
- 2032年（令和14年）度：海老江JCT - 豊崎出入口間開通予定（トンネル工事等が順調に進捗した場合）[9]。

## 出入口など
- 出入口番号欄が は道路が供用済みの区間を示している。また、施設名欄が は施設が供用されていない、または完成していないことを示す。未開通区間の名称は仮称。
- 路線名の特記がないものは市道。
- 全線大阪府内に所在。

| 出入口 番号               | 施設名                 | 接続路線名                           | 起点 から (km) | 備考                           | 所在地 | 所在地 |
| ------------------------- | ---------------------- | ------------------------------------ | -------------- | ------------------------------ | ------ | ------ |
| -                         | 北港JCT                | 5号湾岸線                            | 0.0            | 神戸／泉佐野・南港 方面        | 大阪市 | 此花区 |
| 2-01                      | 淀川左岸舞洲出入口     | 此花大橋                             | 0.0            | 海老江方面出入口 入口はETC専用 | 大阪市 | 此花区 |
| 2-02                      | ユニバーサルシティ出口 |                                      | 0.9            | 北港方面からの出口             | 大阪市 | 此花区 |
| 2-03                      | 島屋出入口             | 北港通                               | 0.9            | 北港方面出入口                 | 大阪市 | 此花区 |
| -                         | 島屋東入口             | 北港通                               | 1.3            | 暫定供用 2011年12月1日に廃止   | 大阪市 | 此花区 |
| 2-04                      | 正蓮寺川出入口         |                                      | 2.8            | 海老江方面出入口               | 大阪市 | 此花区 |
| 2-05                      | 大開出入口             | 4.8                                  | 北港方面出入口 | 福島区                         | 大阪市 |        |
| -                         | 海老江JCT              | 3号神戸線                            | 5.6            | 神戸方面接続                   | 大阪市 | 此花区 |
| -                         | 海老江北出入口         |                                      | 5.6            | 淀川左岸線（2期）              | 大阪市 | 福島区 |
| -                         | 大淀出入口             | あみだ池筋 国道176号（十三バイパス） | 8.0            | 淀川左岸線（2期）              | 大阪市 | 北区   |
| -                         | 豊崎出入口             | 国道423号（新御堂筋）                | 10.0           | 淀川左岸線（2期）              | 大阪市 | 北区   |
| -                         | 内環出入口             | 国道479号                            | 17.1           | 淀川左岸線延伸部               | 大阪市 | 城東区 |
| -                         | 内環出入口             | 国道479号                            | 17.1           | 淀川左岸線延伸部               | 大阪市 | 鶴見区 |
| -                         | 門真西出入口           | 府道2号大阪中央環状線                | 18.3           | 淀川左岸線延伸部               | 門真市 | 門真市 |
| -                         | 門真JCT                | E26 近畿自動車道                     | 18.7           | 淀川左岸線延伸部               | 門真市 | 門真市 |
| E89 第二京阪道路 京都方面 |                        |                                      |                |                                |        |        |

## 路線状況

### 車線・最高速度
| 区間                | 車線 上下線=上り線+下り線 | 最高速度 |
| ------------------- | ------------------------- | -------- |
| 北港JCT - 海老江JCT | 4=2+2                     | 50km/h   |

### 道路施設
- 正蓮寺川トンネル（島屋出入口 - 海老江JCT間、3.6km）

### 交通量
24時間交通量（台）道路交通センサス
| 区間                                                | 平成17（2005）年度 | 平成22（2010）年度 | 平成27（2015）年度 |
| --------------------------------------------------- | ------------------ | ------------------ | ------------------ |
| 北港JCT/淀川左岸舞洲出入口 - ユニバーサルシティ出口 | 16,062             | 13,796             | 19,749             |
| ユニバーサルシティ出口 - 島屋出入口                 | 16,062             | 6,979              | 19,749             |
| 島屋出入口 - 正蓮寺川出入口                         | 調査当時未開通     | 調査当時未開通     | 6,383              |
| 正蓮寺川出入口 - 大開出入口                         | 調査当時未開通     | 調査当時未開通     | 4,525              |
| 大開出入口 - 海老江JCT                              | 調査当時未開通     | 調査当時未開通     | 7,303              |
| 海老江JCT - 門真JCT間                               | 未開通             | 未開通             | 未開通             |

（出典：「平成22年度道路交通センサス」・「平成27年度全国道路・街路交通情勢調査」（国土交通省ホームページ）より一部データを抜粋して作成）
- 令和2年度に実施予定だった交通量調査は、新型コロナウイルスの影響で延期された[10]。

## 地理

### 接続する高速道路
- 阪神高速5号湾岸線（北港JCTで接続）
- 阪神高速3号神戸線（海老江JCTで接続）

## 大阪・関西万博における暫定利用
淀川左岸線2期の4.4 kmの区間については、2025年に新大阪駅とこの年に夢洲で開催される大阪・関西万博会場を結ぶシャトルバスの専用道路として開通し、2027年に一般車両が通行できるようにする構想があった。しかし、大阪市の地質調査のミスなどにより、建設工事の沿線で、地震のような揺れと、それに起因する住宅のひび割れが続出しており、大阪・関西万博開幕までの開業が不透明となっていると報じられた。
2024年12月に発表された「大阪・関西万博 来場者輸送具体方針（アクションプラン）第5版（最終版）」では、事業中の淀川左岸線2期区間を新大阪駅などから会場へのシャトルバス等の専用道路として暫定利用することが明記された。完工済みのトンネルを一部利用し、トンネル工事未完工区間では地表部を走行する。新大阪駅発着便は豊崎出入口、大阪駅、中之島駅発着便は大淀出入口を利用し、約30分で万博会場西ゲート前まで結んでいる。淀川左岸線2期区間では一部の便でシャトルバスの自動運転が実施されている。

## 淀川左岸線延伸部
国道1号淀川左岸線延伸部として、門真市薭島（）地先（近畿自動車道・第二京阪道路 門真JCT）から大阪市北区豊崎地先までの延長8.7 kmの自動車専用道路が事業中である。これが建設されれば、既に開通している近畿自動車道・大和川線・湾岸線と共に、延長約60kmの大阪都市再生環状道路が形成され、大阪都心部の慢性的な渋滞の解消につながるとされている。淀川左岸線延伸部は、大阪門真線として地域高規格道路候補路線に指定されている。
この計画についてはパブリック・インボルブメント（住民参画）手法によって、以下の4案などが比較検討された。
A案
大半を都市計画道路用地を利用したトンネルにする案。
B案
A案と同じルートで、豊崎側の半分をトンネルに、薭島側の半分を高架にする案。
C案
大半を、用地補償を伴わない深さ40m以上の大深度地下空間を通るトンネルにし、路線距離を短縮する案。
D案
豊崎側は阪神高速12号守口線・森小路線を利用し、森小路出口以東をトンネル構造で延伸する案。
以上の4案を沿線住民の意見を参考にしつつ検討した結果として、淀川左岸線延伸部有識者委員会はA案とC案を優位としたうえで、トンネル構造を主体として極力大深度地下を活用するのが望ましいとする提言を2006年（平成18年）12月15日に出した。トンネルなら沿道環境への影響が少ないうえ、大深度地下なら用地補償が不要であり工事期間の短縮も図れるからである。また、沿線の利便性を高めるために中間（おおむね国道479号（大阪内環状線）との交点付近）にインターチェンジを設けるよう努力すべきとしている。
2013年（平成25年）1月から環境影響評価の手続きが開始された。
淀川左岸線延伸部は2016年（平成28年）11月に都市計画決定が実施され、2017年（平成29年）4月に国土交通省近畿地方整備局・西日本高速道路・阪神高速道路の3者による合併施行方式により事業化された。淀川左岸線延伸部では大部分が地下トンネルとなり、一部区間では大深度地下の利用が予定されている。